# IRAS

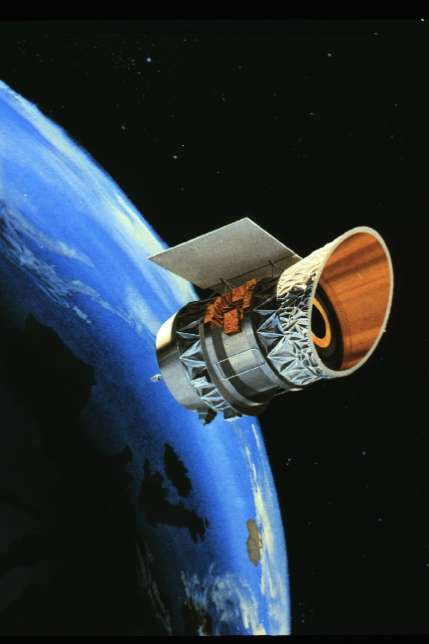

IRAS (англ. InfraRed Astronomical Satellite, дос. «інфрачервоний астрономічний супутник») — інфрачервона орбітальна обсерваторія. Була запущена 25 січня 1983 року з космодрому Ванденберг за допомогою ракети-носія Дельта 3910 в рамках міжнародного проєкту NASA (США), NIVR (Нідерланди) і SERC (Велика Британія). Основним завданням обсерваторії були пошуки джерел довгохвильового інфрачервоного випромінювання й складання карти неба в інфрачервоному діапазоні.
Основним устаткуванням, що містилося на супутнику, був телескоп-рефлектор із діаметром дзеркала 0,57 м і детектори реєстрації інфрачервоного випромінювання на довжині хвиль 12, 25, 60 і 100 мкм.
Супутник пропрацював 10 місяців, поки не вичерпався запас холодоагента — рідкого гелію. Супутник зафіксував понад 250 тисяч джерел інфрачервоного випромінювання. Крім того, за допомогою телескопа відкрито пиловий диск у Веги, а в Сонячній системі IRAS відкрив три астероїди (3200 Фаетон, 3728 IRAS і (10714) 1983 QG) і три комети (126P/IRAS, 161P/Гартлі — IRAS і C/1983 H1 (IRAS — Аракі — Олкока))